# Nokia 3110
Le Nokia 3110 est un téléphone de la marque Nokia sorti en 1997. Il est un des premiers à avoir le port infrarouge, des jeux, une calculatrice.